# Fendels
Fendels – gmina w Austrii, w kraju związkowym Tyrol, w powiecie Landeck. Leży w Alpach Retyckich.

## Historia
Po raz pierwszy miejscowość wzmiankowana w 1297. Wskutek pożarów w 1939 i 1972 straciła swój pierwotny retoromański układ wąsko zabudowanych, murowanych domów. W 1959 wybudowano drogę łączącą Fendels z sąsiednimi wioskami. Budowa infrastruktury narciarskiej dała impuls dla rozwoju turystycznego miejscowości.
Sąsiednie gminy to: Kaunertal, Kauns, Prutz, Ried im Oberinntal.

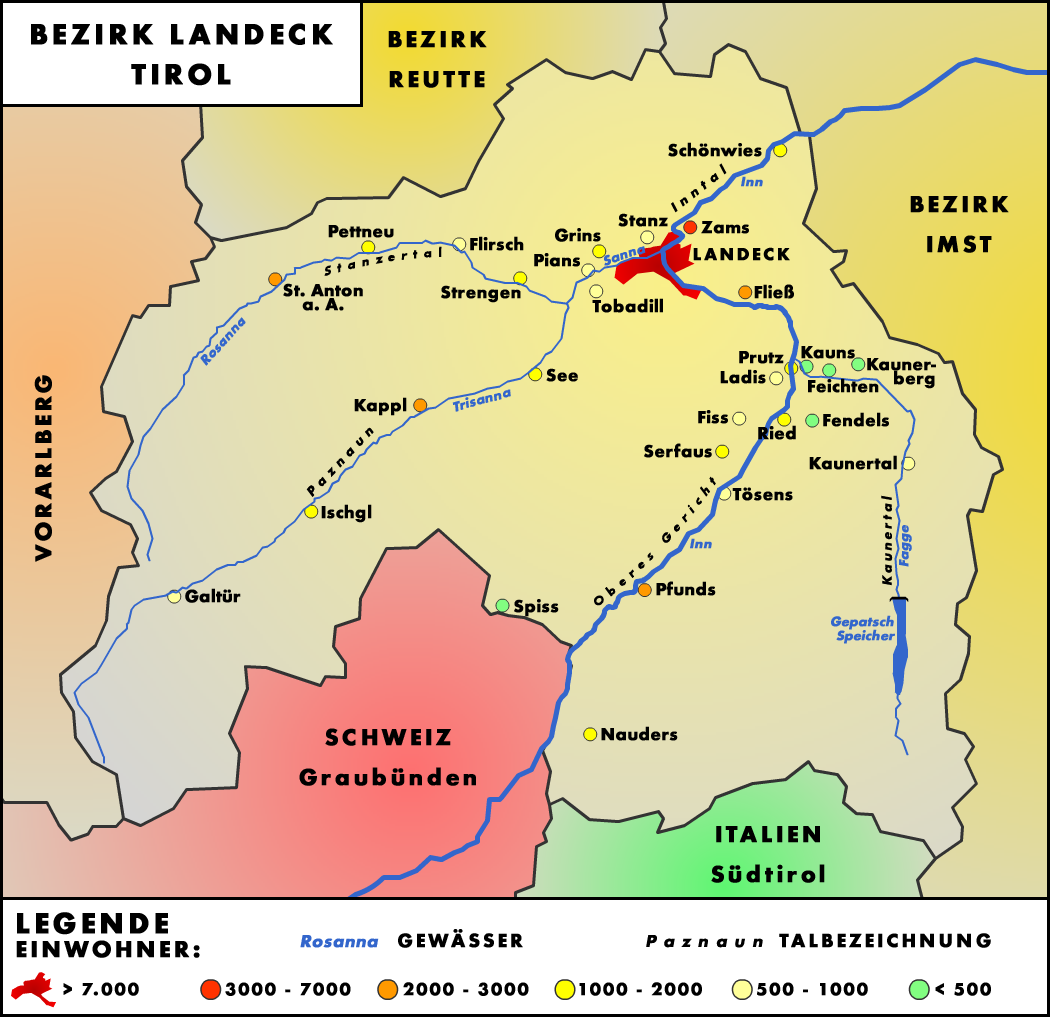
Mapa z widoczną miejscowością